# Sarnia
Sarnia – miasto w Kanadzie, w prowincji Ontario, w hrabstwie Lambton.
Powierzchnia Sarnii to 164,62 km². Według danych spisu powszechnego z roku 2001 Sarnia liczy 70 876 mieszkańców (430,54 os./km²).
Centrum przemysłu petrochemicznego. Ropę naftową odkryto w pobliskiej Petrolii w latach 50. XIX wieku. Prawa miejscowości Sarnia otrzymała w 1857 r., a miejskie w 1914 r. W czasie II wojny światowej, ze względu na możliwość utracenia przez aliantów kontroli nad tropikalnymi źródłami lateksu zdecydowano się syntetycznie produkować tu gumę. W tym celu doprowadzono tu rurociąg z Alberty przynoszący albertańską ropę.
Sarnia jest największym miastem na wybrzeżach jeziorze Huron, na jego południowym końcu, gdzie zaczyna się rzeka St. Clair. W 1891 r. zbudowano tu tunel kolejowy (ang. St. Clair Tunnel) o długości 1,8 km łączący Sarnię z Port Huron w stanie Michigan. Był to pierwszy tunel kolejowy zbudowany pod rzeką. W 1995 r. zbudowano drugi, większy tunel, a pierwszy zamknięto. Transport drogowy jest obsługiwany przez dwa bliźniacze mosty (ang. Blue Water Bridge) przerzucone ponad rzeką.  Przez miasto przechodzi autostrada 402.
W Sarnii znajduje się również jeden z ważniejszych portów na Wielkich Jeziorach, który jest w stanie przyjmować statki o dużej wyporności.
W mieście znajduje się community college Lambton College, a także otwarty w 2005 r. wydział Uniwersytetu Zachodniego Ontario.
Urodzili się tu m.in. golfista Mike Weir, projektant gier komputerowych Sid Meier oraz Chris Hadfield, pierwszy Kanadyjczyk który odbył spacer kosmiczny. Wychowywał się tu również James Doohan, znany z roli Scotty’ego w Star Treku. Jest tu pochowany Alexander Mackenzie, drugi premier Kanady.
W pobliżu miasta znajduje się port lotniczy Sarnia.

## Sport

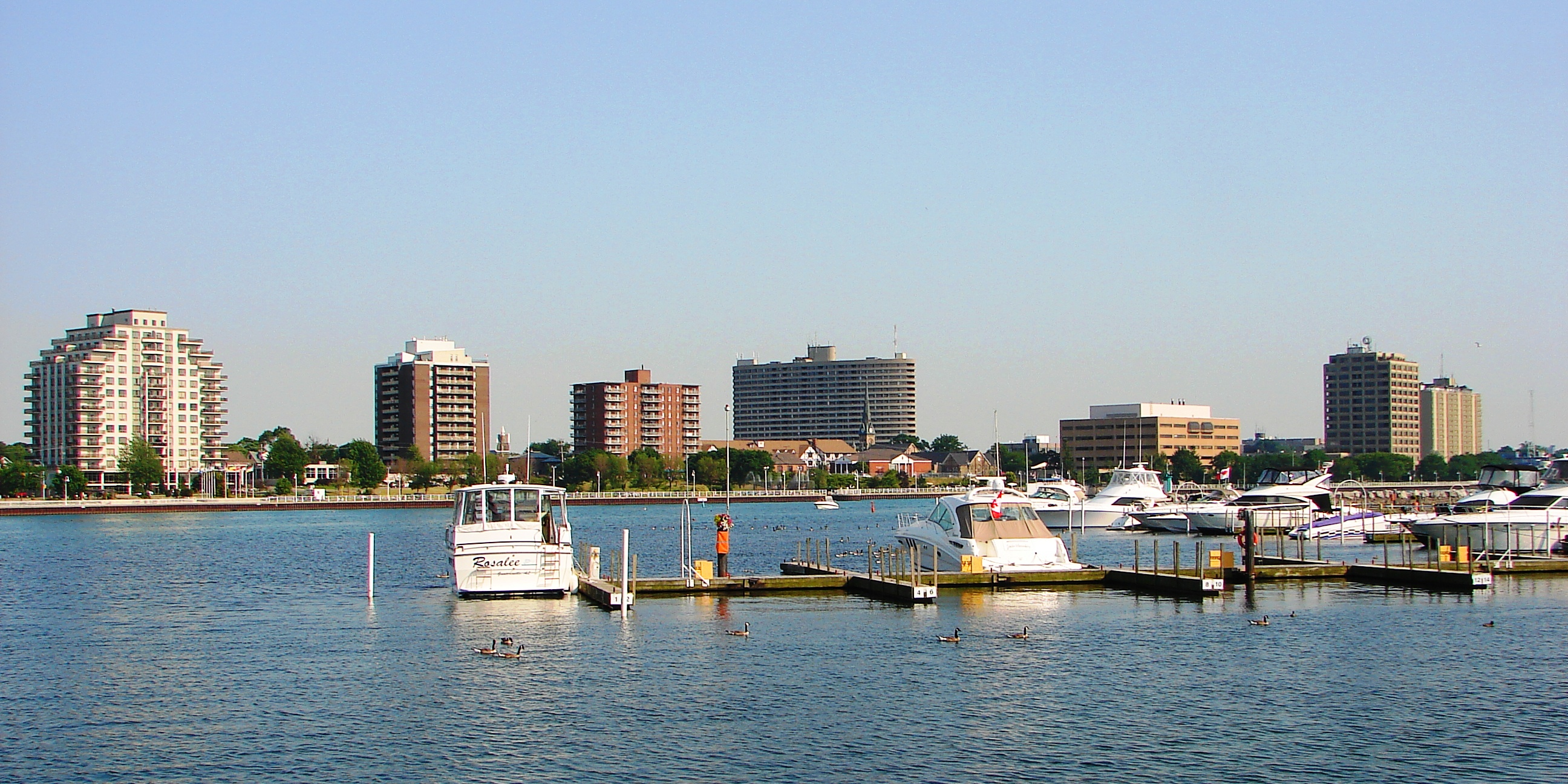
Panorama miasta

- Sarnia Sting – klub hokejowy